# Erkelshöhe
Die Erkelshöhe (historisch: Mertel) ist ein 517 m ü. NHN hoher Berg im Spessart im bayerischen Landkreis Aschaffenburg und im hessischen Main-Kinzig-Kreis in Deutschland.

## Beschreibung
Die Erkelshöhe liegt zwischen den Orten Wiesen und Flörsbach. Über den Gipfel verläuft die Landesgrenze, zwischen der Gemeinde Flörsbachtal (Hessen) und dem gemeindefreien Gebiet Wiesener Forst (Bayern). Im Südosten geht die Erkelshöhe flach zum Sauberg (454 m) über. Beide Berge gehören zum sich in Richtung Wiesthal erstreckenden Höhenzug der Sailhöhe. Westlich des Gipfels liegt in etwa einem Kilometer Entfernung das Dorf Wiesen im Aubachtal; an den südöstlichen Hängen befindet sich der Ort Mosborn am Oberlauf des Laubersbaches. Nördlich des Berges liegen der Wiesbüttsee und das Wiesbüttmoor. Über die Erkelshöhe führt der Fränkische Marienweg.